# Сысола (приток Порыша)
Сысола — река в России. Верхнее и среднее течение находятся в Гайнском районе Пермском крае, низовья — в Верхнекамском районе Кировской области. Впадает в реку Порыш по левому берегу в 64 км от её устья. Длина реки составляет 13 км.
Сысола вытекает из юго-западной части обширных Адовских болот, окружающих озеро Адово. Исток находится в Пермском крае близ границы с Кировской областью. Река течёт на юго-запад, затем на юго-восток по ненаселённому заболоченному лесу, незадолго до устья перетекает в Кировскую область. Впадает в Порыш в 11 км к северо-западу от деревни Южаки.

## Данные водного реестра
По данным государственного водного реестра России относится к Камскому бассейновому округу, водохозяйственный участок реки — Кама от истока до водомерного поста у села Бондюг, речной подбассейн реки — бассейны притоков Камы до впадения Белой. Речной бассейн реки — Кама.
По данным геоинформационной системы водохозяйственного районирования территории РФ, подготовленной Федеральным агентством водных ресурсов:
- Код водного объекта в государственном водном реестре — 10010100112111100001334
- Код по гидрологической изученности (ГИ) — 111100133
- Код бассейна — 10.01.01.001
- Номер тома по ГИ — 11
- Выпуск по ГИ — 1